# Réserve naturelle régionale de la Pâture Mille Trous
La réserve naturelle régionale de la Pâture Mille trous (RNR29) (ou de la pâture à mille trous) est une réserve naturelle régionale située dans le Pas-de-Calais, en région Hauts-de-France. Classée en 2007, elle occupe une surface de 6,44 hectares et protège un coteau et un plateau calcaire.

## Localisation

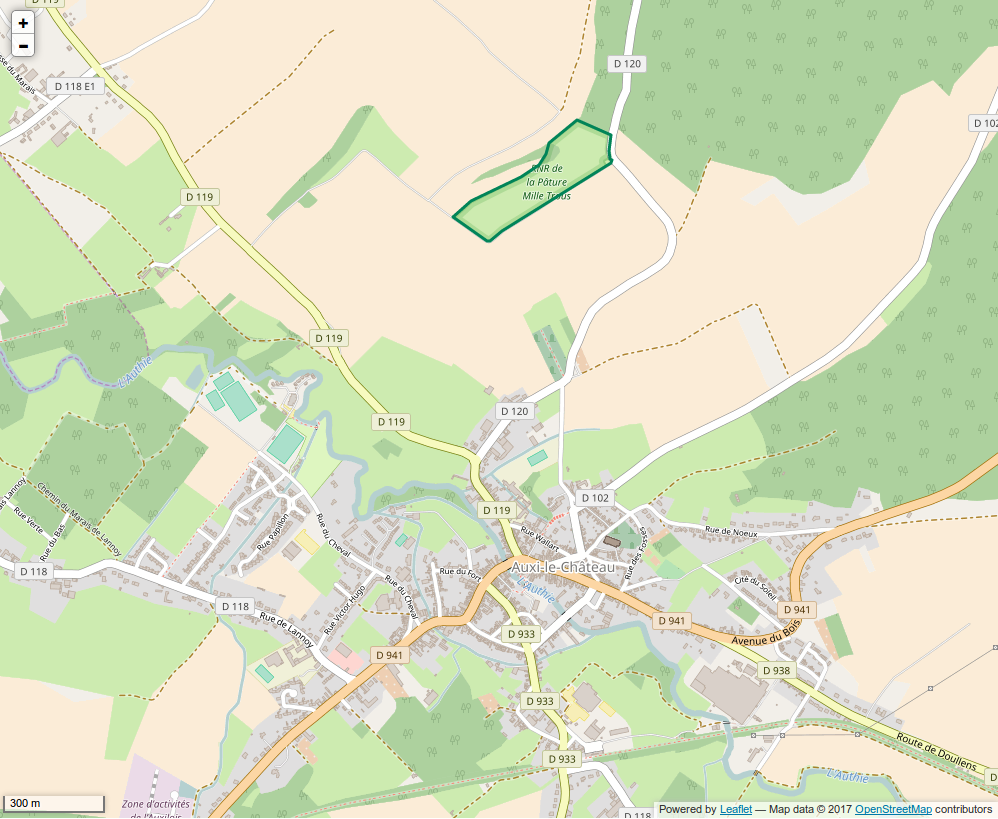
Périmètre de la réserve naturelle.

À environ 20 kilomètres au nord-est d'Abbeville, le territoire de la réserve naturelle est au sud du département du Pas-de-Calais, sur le territoire de la commune d'Auxi-le-Château, dans la vallée de l'Authie. La réserve est bordée par la route départementale D 120. La majeure partie du site est à une altitude de 80 mètres.
- Coordonnées « Lambert zone II étendu » au centre du site - longitude : 584 - latitude : 2283.

## Histoire du site et de la réserve
La Pâture Mille Trous doit son nom à la présence de dizaines de dépressions, restes de fosses d'extraction de craie pour alimenter les fours à chaux.
Classé réserve naturelle volontaire (RNV) depuis 1994, le site est devenu une réserve naturelle régionale (RNR) en 2007 (délibération du Conseil régional en date du 12 novembre 2007).

## Écologie (biodiversité, intérêt écopaysager…)
La pelouse calcicole est l'un des atouts de la réserve qui est entourée par des cultures sauf sur le bord Nord/Est où elle entre en contact avec le « bois du Violon ».
La majeure partie du site est constitué par un plateau légèrement incliné vers le Sud/Est, creusé de nombreux trous d'origine anthropique et par un coteau orienté au Nord/Ouest qui occupe environ 10 % de la surface avec des pentes comprises entre 10 et 30 %. Ces conditions permettent le développement d'une pelouse calcicole et des différents stades de la dynamique : la pelouse-ourlet, le manteau et le boisement calcicole. Du fait de l'abandon récent des pratiques traditionnelles de pâturage, la majorité de la parcelle a été colonisée par la végétation de la pelouse-ourlet. La pelouse rase ne persiste que dans des zones résiduelles et est, en réalité, générée par un surpiétinement.
Intérêts fonctionnels du site : corridor écologique, zone de passages.
La diversité des habitats, la coexistence des différents éléments de la dynamique végétale de la pelouse au boisement et la diversité des espèces (présence de l’Orchis militaris et de Rosa agrestis) donnent à ce coteau une grande valeur. Intégré au « complexe écologique » des coteaux de la vallée de l'Authie.
Les spécialistes apprécieront la présence de deux habitats patrimoniaux :
- « pelouses semi-sèches médio-européennes » à Bromus erectus (Code Corine : 34.322), sur environ 5 % de la surface de la réserve et
- « pelouses semi-arides médio-européennes » dominées par Brachypodium, sur environ 75 % du site (Code Corine : 34.323).

### Géologie
Le plateau repose sur de la craie de deux étages géologiques : la craie blanche du Sénonien et du Turonien supérieur et la craie marneuse du Turonien moyen et inférieur.

### Flore
La réserve abrite au moins 220 espèces (état 2008) de fleurs sauvages dont 21 sont protégées. Elle abrite de nombreuses espèces patrimoniales :
- Avenule des prés (Avenula pratensis (L.)
- Campanule à feuilles rondes (Campanula rotundifolia L.)
- Laîche printanière (Carex caryophyllea)
- Dactylorhize de Fuchs (Dactylorhiza fuchsii)
- Panicaut champêtre (Chardon roulant) (Eryngium campestre L.)
- Gaillet couché (Galium pumilum)
- Gentianelle d’Allemagne (Gentianella germanica)
- Hélianthème nummulaire (Hélianthème jaune) (Helianthemum nummularium (L.) Mill. Subsp. Nummularium)
- Hippocrépide en ombelle (Hippocrepis comosa L.)
- Genévrier commune (Juniperus communis L.)
- Koelérie pyramidale (Koeleria pyramidata)
- Menthe crépue (Menthe à feuilles rondes) (Mentha suaveolens)
- Ophrys abeille (Ophrys apifera)
- Orchis militaire (Orchis militaris L.)
- Orchis pourpre (Orchis purpurea)
- Parnassie des marais (Parnassia palustris L.)
- Polygala du calcaire (Polygala calcarea)
- Rosier rouillé [Eglantier odorant] (Rosa rubiginosa L.)

### Faune
La pâture accueille au moins une trentaine d'espèces animales remarquables. On compte 28 espèces d’oiseaux dont 26 nicheuses étaient déjà répertoriées en 2008 comme le Tarier pâtre ou le Bruant jaune. Pour les mammifères, on trouve le Blaireau européen (Meles meles), espèce devenue rare ou disparue dans une grande partie du nord de la France (protégée dans d'autres pays comme la Belgique). Pour les reptiles, le site abrite encore de petites populations de Lézard vivipare et d'Orvet.
Le milieu abrite au moins six espèces de criquets et de sauterelles dont le Criquet mélodieux et la Grande sauterelle verte. De nombreux papillons de nuit et plusieurs espèces de papillons de jour remarquables ou devenus rares peuvent être observés, dont l'Azuré bleu céleste, le Machaon, l'Argus frêle et le Tristan.

### État, pressions ou menaces, réponses
Les menaces pesant sur le site concernent toutes les atteintes aux pelouses sèches : abandon et fermeture du milieu par embroussaillement, dépôt de matériaux, décharge (déchets végétaux agricoles déposés sur le bord Sud/Est de la parcelle jusqu'en 1992), eutrophisation par apport de matière organique (extrémité Sud/Est), impact des sports et loisirs de plein-air (véhicules tout terrain, motocross).
L'état de conservation des pelouses est bon. La surface évaluée en pelouses est de 5,2 ha. Différents stades de la dynamique végétale calcicole coexistent sur la Pâture. Les habitats pelousaires présents sont dans un bon état de conservation. La pelouse-ourlet domine largement sur le site. La pelouse rase est relativement peu étendue et se maintient notamment à proximité des chemins empruntés par les usagers du site. Désormais, la pâturage favorise une extension de la pelouse rase.

## Intérêt touristique et pédagogique
La réserve offre un support de pédagogie à l'environnement et constitue un beau point de vue sur la vallée de l'Authie.

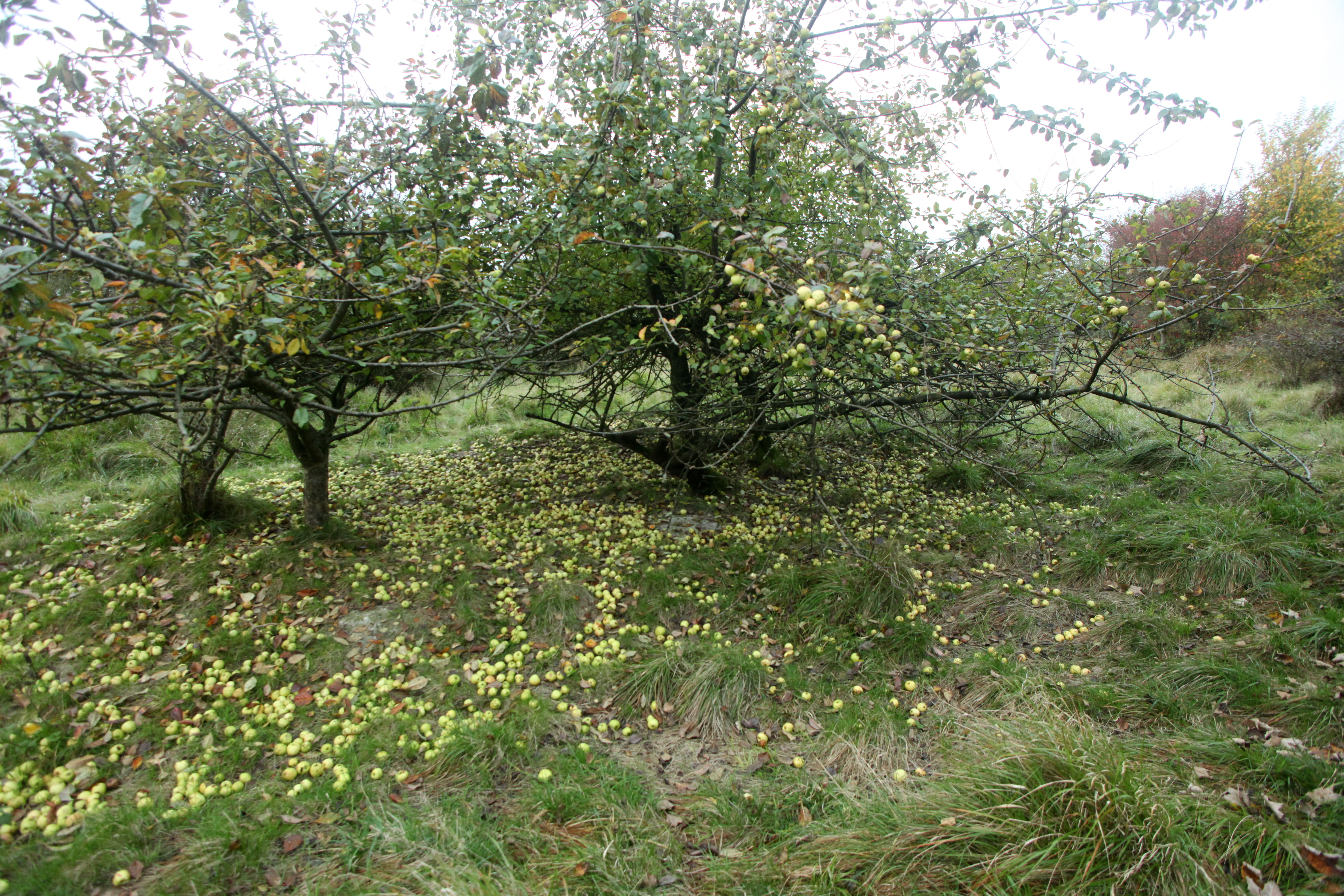
Pommier en octobre.
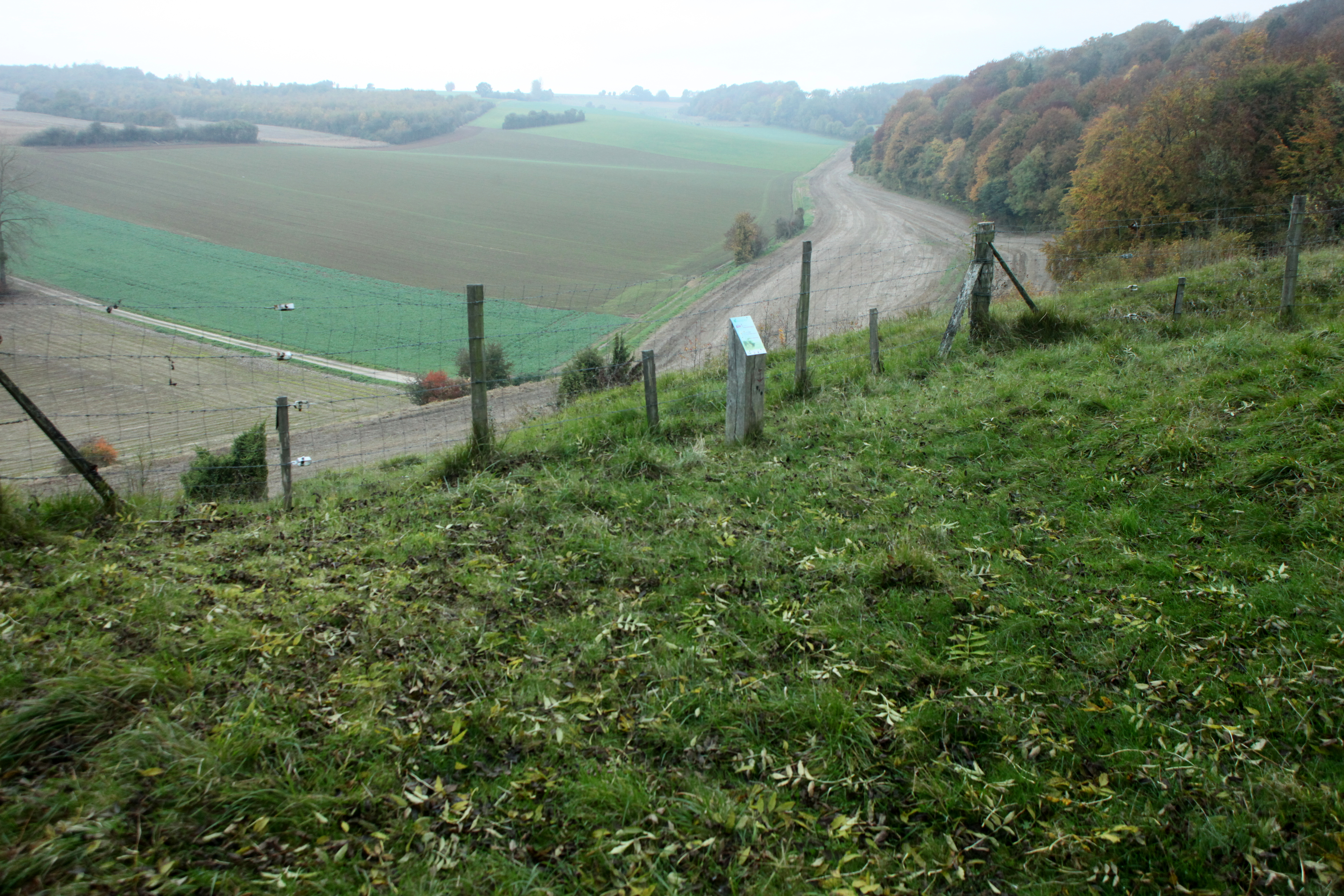
Vue sur les cultures au nord.
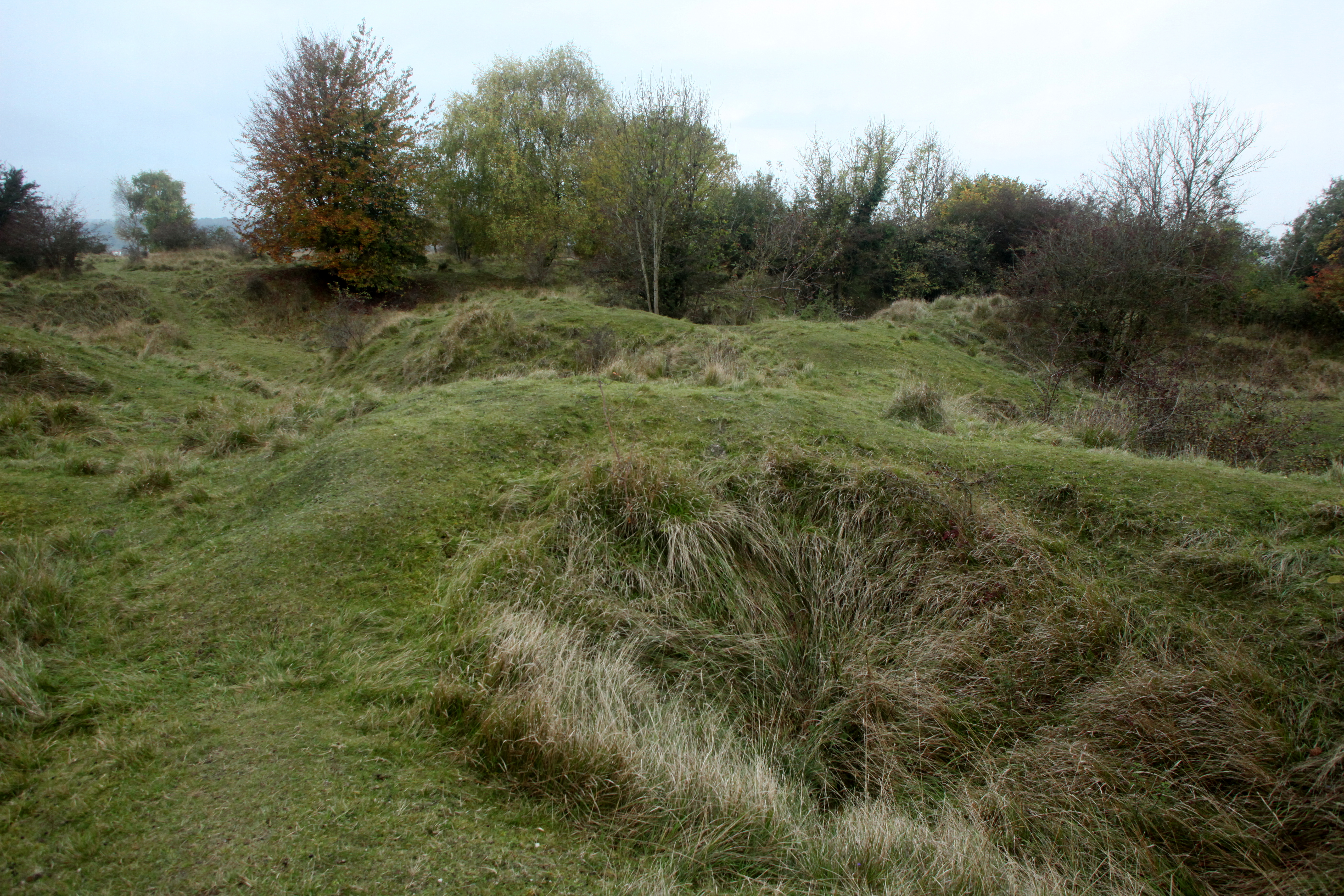
Dépressions dans la pelouse.
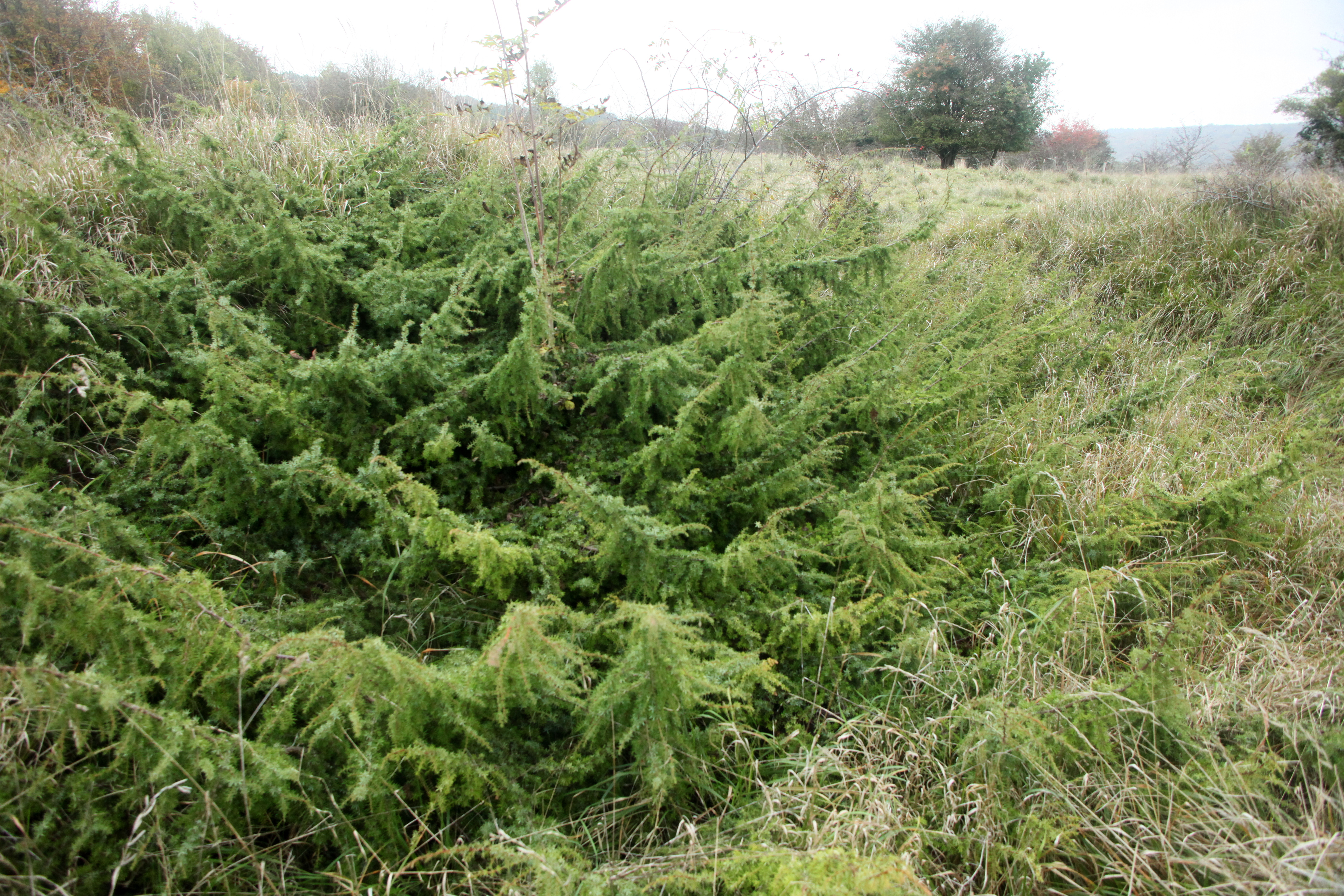
Genévrier.
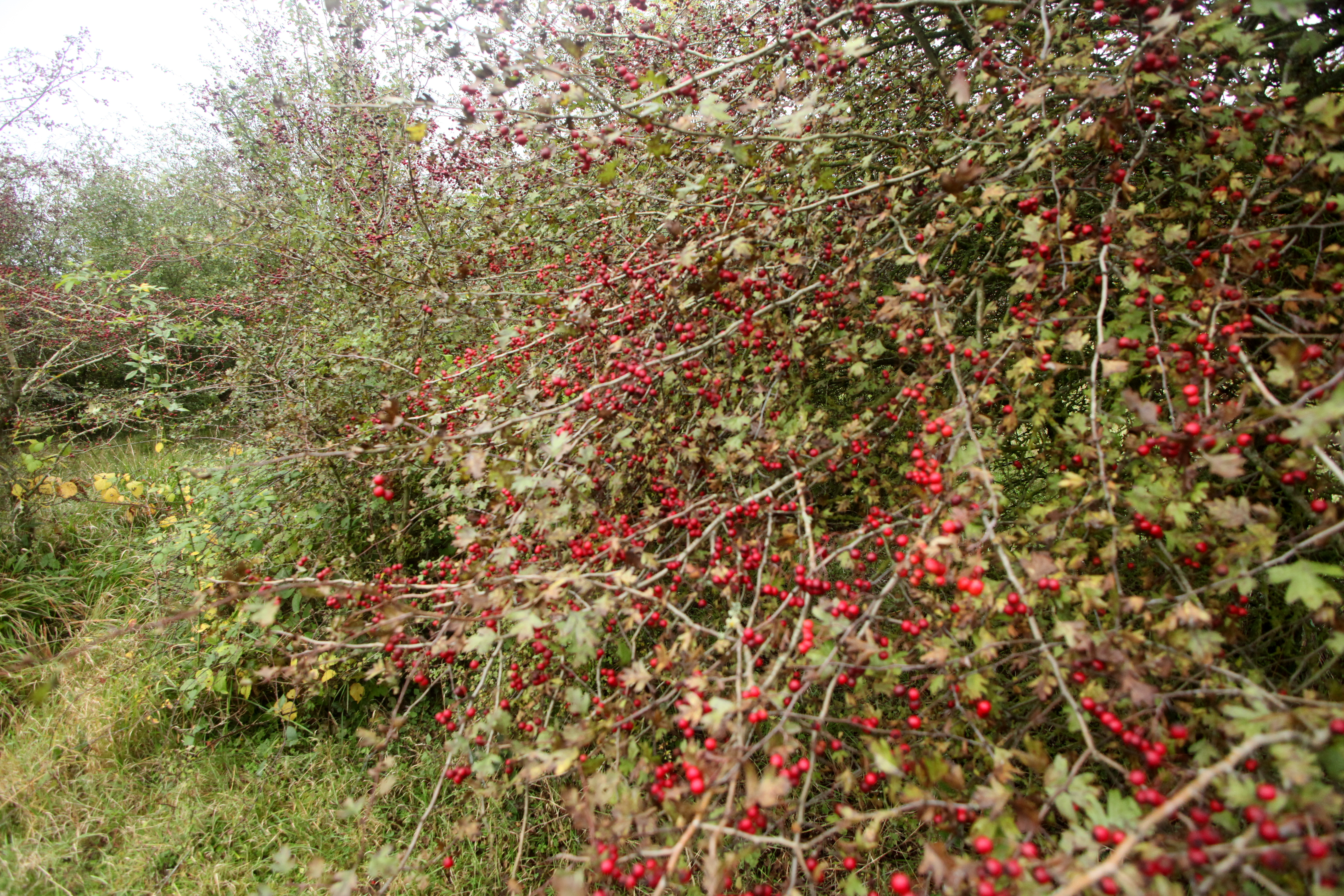
Aubépine.
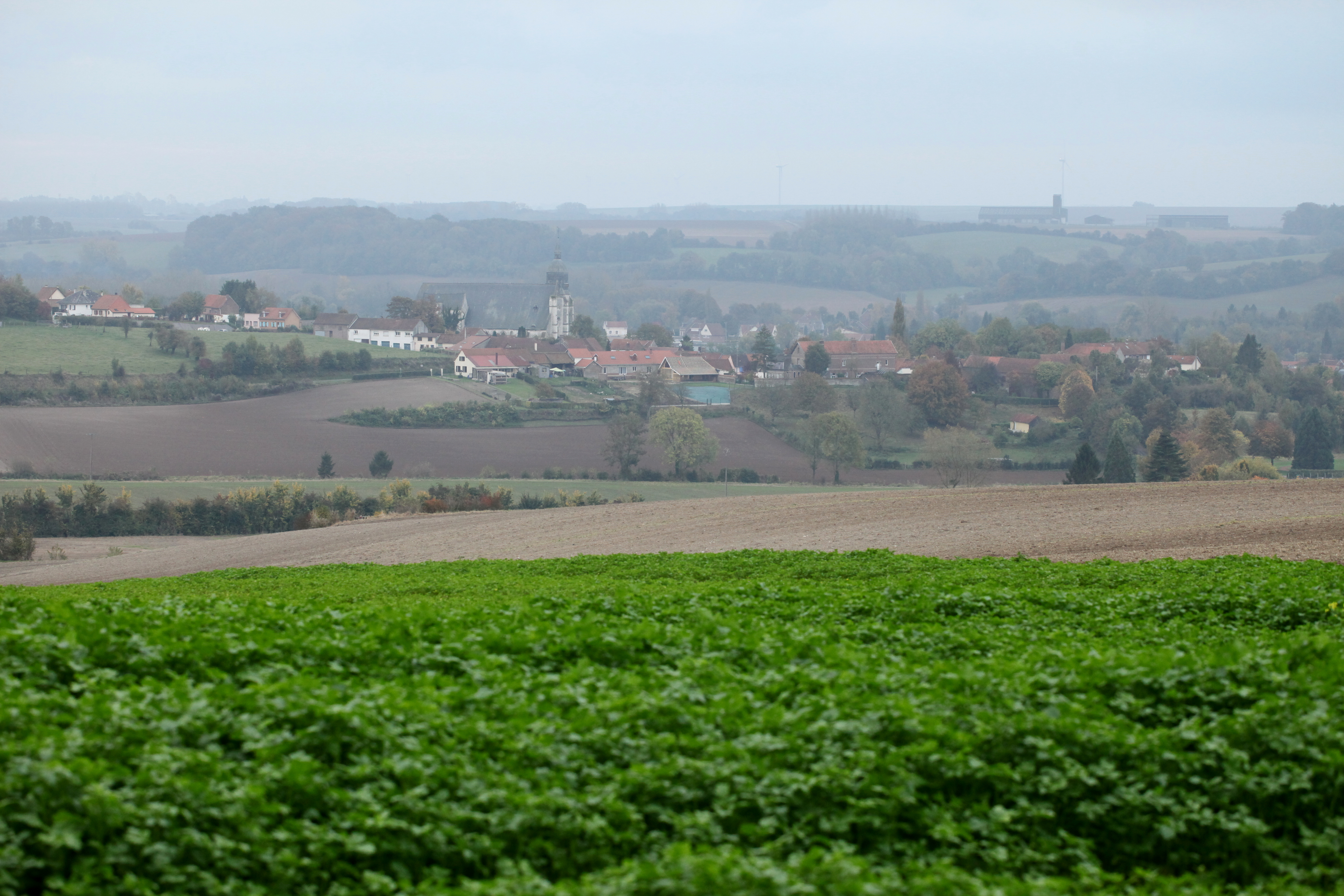
Vue sur Auxi-le-Château.

## Administration, plan de gestion, règlement
La réserve naturelle est gérée par le Conservatoire d'espaces naturels du Nord et du Pas-de-Calais. Elle fait l'objet d'une convention de gestion signée par la Commune qui y applique une gestion différentiée et restauratoire, conformément au plan de gestion de la réserve. Le pâturage a été mis en place en 1992-1993. La chasse (à pied) est autorisée 4 à 5 jours/an.

### Outils et statut juridique
La réserve naturelle a été créée par une délibération du 12 novembre 2007.
Statut d'inventaire : NPC016 Pelouses, bois, forêts neutrocalcicoles et système alluvial de la Moyenne vallée de l'Authie (FR3100489)